# Japans helleschip

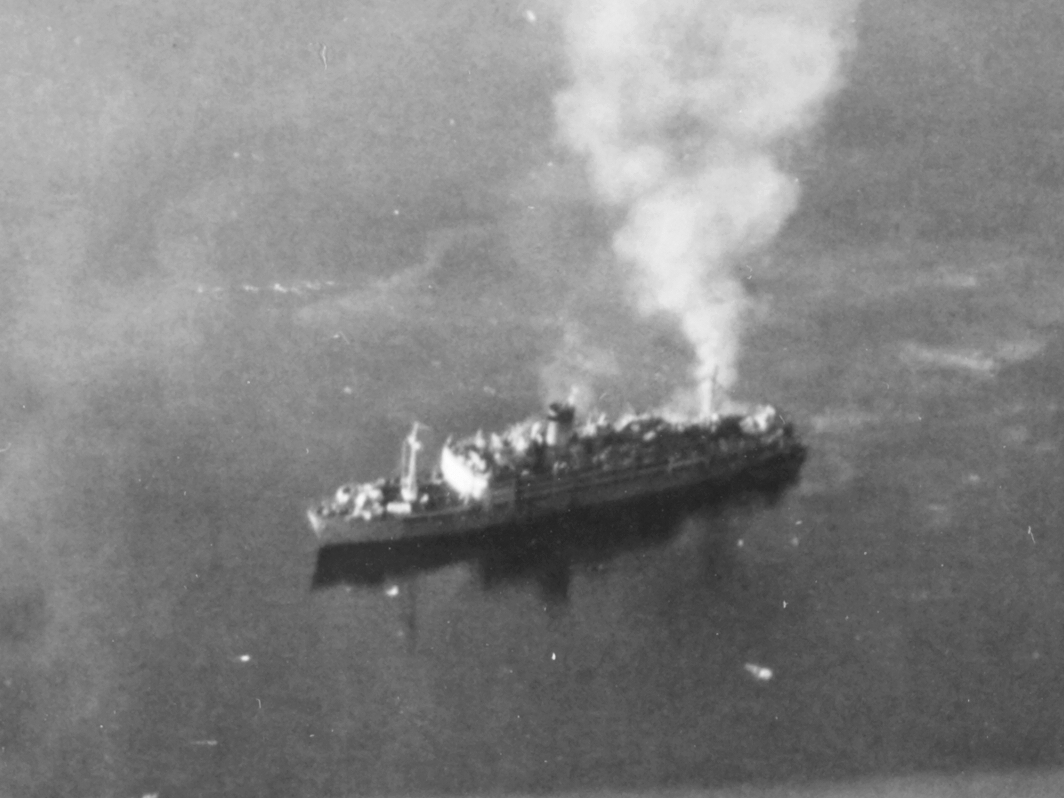

Een Japans helleschip of schip naar de hel was een schip van de Japanse koopvaardij dat het Japanse leger gebruikte om krijgsgevangenen en Aziatische dwangarbeiders (romoesja's) te vervoeren. De schepen stonden bekend om de zeer slechte omstandigheden aan boord en de wrede manier waarop de bemanning krijgsgevangenen behandelde. Deze krijgsgevangenen werden tijdens de Tweede Wereldoorlog vanaf de Indonesische archipel, de Filipijnen, Hongkong en Singapore naar Birma, Siam, Sumatra, De Molukken, Japan, Formosa, Mantsjoerije of Korea vervoerd om aldaar gedwongen te werk gesteld te worden.

## Geschiedenis
Al in mei 1942, kort na de verovering van Nederlands-Indië begonnen de Japanners krijgsgevangenen over zee te transporteren. De gevangenen werden opeengepakt in vrachtschepen met weinig lucht, eten of water gedurende reizen die weken duurden. Veel gevangenen overleden aan verstikking, verhongering, uitdroging of dysenterie. Sommige krijgsgevangenen werden, door de hitte, het stof en het gebrek aan zuurstof, voedsel en water, krankzinnig en reageerden niet meer op hun omgeving. Deze schepen werden niet gemarkeerd door de vlag van het Rode Kruis, waardoor ze doelwit werden van geallieerde aanvallen van duikboten en vliegtuigen. Meer dan 20.000 geallieerde krijgsgevangenen overleden op zee; de meesten van hen sneuvelden wanneer het transportschip aangevallen werd door geallieerde duikboten en vliegtuigen. Hoewel het hoofdkwartier van de geallieerden vaak bekend was met het feit dat er zich krijgsgevangenen aan boord van de aan te vallen schepen bevonden, had het tot zinken brengen van de schepen, op basis van de strategie, een hogere prioriteit dan het sparen van de levens van de krijgsgevangenen.

## Schepen
Lisbon Maru
Vervoerde 2.000 Engelse krijgsgevangenen vanuit Hongkong naar Japan onder verschrikkelijke omstandigheden. De Lisbon Maru werd op 1 oktober 1942 getorpedeerd door de Amerikaanse Grouper en zonk de volgende dag. Achthonderd krijgsgevangenen verloren het leven; velen werden neergeschoten of vermoord door de Japanse bewakers op het schip.
Suez Maru
Bij het afvoeren van 548 zieke krijgsgevangenen van Ambon naar Java bij Kangean, ten oosten van Madoera, werd dit Japanse transportschip op 29 november 1943 door de Amerikaanse onderzeeboot USS Bonefish getorpedeerd. Hierbij kwam ongeveer de helft van de krijgsgevangenen om door verdrinking in de ruimen van het schip. De ongeveer 200 krijgsgevangenen die het schip wisten te verlaten werden allen door de Japanners in zee gemitrailleerd. Er was geen enkele overlevende. Bij dit alles vielen 137 Nederlandse doden. Na de oorlog werden de voor het transport verantwoordelijke officieren opgespoord, maar niemand werd gestraft.
Oryoko Maru
Een 7.363 ton passagiersschip, dat de Japanners gebruikten om 1.620 overlevenden van de dodenmars van Bataan, Corregidor en andere gevechtsplaatsen te transporteren. Het schip verliet Manilla op 13 december 1944 en werd de daarop volgende twee dagen per ongeluk gebombardeerd en aangevallen door Amerikaanse vliegtuigen. Omstreeks 270 man overleed aan boord van het schip; dat was door verdorsting of verstikking; anderen werden gedood tijdens de aanval of verdronken toen zij probeerden uit het zinkende schip te ontsnappen. Een kolonel schreef in zijn officiële rapport: Veel mannen werden krankzinnig en kropen in het stikdonker rond gewapend met messen, waarmee zij probeerden anderen te vermoorden om hun bloed te kunnen drinken. Anderen droegen flessen gevuld met urine, waarmee zij in het duister rondzwaaiden. Het ruim was zo overbevolkt en iedereen zo boven op elkaar gepakt dat de enige beweging die mogelijk was die over de lichamen van anderen was. Een deel van de overlevenden werd later met de Enoura Maru en de Brazil Maru naar Moji getransporteerd. Aldaar waren de artsen ontzet door de aanblik van de krijgsgevangenen en probeerden hen naar de ernst van het geval te catalogiseren; de 110 ernstigste gevallen werden naar een primitief militair ziekenhuis in Kokura gebracht, waar 73 personen vervolgens binnen een maand stierven. Vier andere groepen werden naar de Fukuoka-krijgsgevangenenkampen 1, 3, 4 en 17 gestuurd; van de 549 mannen die nog levend aan wal werden gebracht overleefden maar 372 de oorlog. Uiteindelijk werden ook enkele krijgsgevangenen naar een krijgsgevangenenkamp te Jinsen, Korea, gestuurd, waar ze lichte diensten kregen.
Shinyo Maru
Werd op 7 september 1944 aangevallen door de Amerikaanse onderzeeboot Paddle. Twee torpedo's raakten de boeg van het schip, dat zonk, waarbij enige honderden Amerikanen, Nederlanders en Filipijnse werkmannen omkwamen. Op hetzelfde moment openden de Japanse bewakers het vuur op de krijgsgevangenen die het schip probeerden te verlaten of die naar het nabijgelegen eiland Mindanao probeerden te zwemmen. Uiteindelijk werden 687 geallieerde gevangenen vermoord, 47 Japanners sneuvelden en maar 82 Amerikanen overleefden deze ramp.